# Caesalpinia stuckertii
Caesalpinia stuckertii är en ärtväxtart som beskrevs av Emil Hassler. Caesalpinia stuckertii ingår i släktet Caesalpinia och familjen ärtväxter. Inga underarter finns listade i Catalogue of Life.